# Luc Housse
Pour les articles homonymes, voir Housse.
Luc Housse [lyk us], né le 24 février 1871 à Luxembourg-Ville (Luxembourg) et mort le 18 mai 1930 dans la même ville, est un avocat et homme politique luxembourgeois.

## Biographie
D'abord membre du conseil communal à partir de 1889 puis premier échevin de 1912 à 1918, il est nommé bourgmestre de la capitale en 1918 et ce jusqu'en 1921. 
En ce qui concerne la politique nationale, il parvient à se faire élire lors d'une élection législative partielle qui a lieu dans le canton de Luxembourg le 21 juillet 1904. Son programme politique socialiste revendique le suffrage universel et l'impôt progressif notamment et lui permet de rassembler 584 suffrages pour 1 371 votants. En raison de l'absence d'une majorité absolue, il y a un ballottage entre Luc Housse et le candidat indépendant Paul Gredt (lb) ingénieur et industriel, le 28 juillet. Il sort vainqueur du ballottage avec 809 voix pour le même nombre de votants. 
Réélu aux élections législatives de juin 1911 et aux législatives anticipées de décembre 1915, il fait partie de l'Assemblée constituante de 1918 chargée de réviser la constitution au lendemain de la Première Guerre mondiale.
Il meurt à Luxembourg à l'âge de 59 ans. Peu de temps après sa mort et en son honneur, une rue porte son nom à Luxembourg.

## Décorations
- Officier de l'ordre de la Couronne de chêne[5] ;
- Commandeur avec couronne de l'ordre d'Adolphe de Nassau[5] ;
- Officier de la Légion d'honneur[5] ;
- Commandeur de l'ordre de la Couronne[5] ;
- Médaille en argent des Secours mutuels[5].